# Reação de Heck

Exemplificação da reação de Heck. Reação entre um brometo de fenila e um éster acrílico. Após adição de base o produto derivado de éster de estireno é formado.

A reação de Heck é uma reação química organometálica, que pertence ao grupo de reações do tipo acoplamento cruzado e à série de reações da química orgânica que levam o nome dos químicos que as desenvolveram. A reação de Heck proporciona a introdução de grupos arila ou vinil em olefinas através de um ciclo catalítico de paládio.

## Histórico
A reação foi descoberta no início da década de 1970 por T. Mizoroki e Richard F. Heck, independentemente um do outro. No entanto ficou conhecida pelo nome de Heck.
A Reação de Heck rapidamente se tornou proeminente entre os químicos orgânicos, pela sua versatilidade na síntese orgânica e principalmente, por ter aplicações industriais.
A reação rendeu o Prêmio Nobel para Heck no ano de 2010.

## Condições, sumário e mecanismos da reação

### Sumário da reação
Na Reação de Heck uma ligação nova é fabricada entre 2 átomos de carbono sp2, um pertencente a olefina e outro a arila conectada ao halogénio. Pode ser também definida como uma olefinação direta de um haleto de arila, na qual o halogênio é substituído pelo grupo de carbono insaturado (alceno).
A reação também funcionará com haletos de benzila e alcenos não aromáticos.

### Condições da reação e sugestão do mecanismo reativo
Foi constatado que reação se dá em temperaturas elevadas na presença de quantidades ínfimas (catalíticas) de paládio. Além dos substratos é necessário o uso de uma base amínica de restos ramificados para o funcionamento do mecanismo.
Apesar da temperatura elevada a reação tolera um grande variedade de grupos funcionais ligados à olefina, como por exemplo: esteres, éteres, ácidos carboxílicos, nitrilas, fenóis, dienos, entre outros. Além disso a reação tolera a presença de água e solventes que não foram previamente desoxigenados, tornando a reação uma ferramenta versátil na síntese orgânica.
O mecanismo de funcionamento depende aparentemente das condições iniciais. Este não foi completamente ainda compreendido, embora a reação tenha sido extremamente examinada. Aqui estão algumas sujestões postuladas a partir de uma espécie de paládio-(0) (compare com o diagrama no início do artigo):
1. pré-catálise (Pd0 → Pd2+)
2. adição oxidativa
3. inserção migratória (sincrônica)
4. rotação da ligação Carbono—Carbono
5. eliminação-sincrônica de β-hidreto
6. eliminação redutiva

## Catalisador
Para o funcionamento da reação podem ser empregados catalisadores de paládio-(II) ou espécimes ativas paládio-(0) geradas in situ (pré-catálise). A reação é conduzida na presença de ligantes mono ou bidentados de fosfina (por exemplo Pd[(PPh3)4]). No caso do Pd0 ligantes de acetato também se adequam (por exemplo Pd[(OAc)2]).

### Outors ligantes de fosfina
Os seguintes ligantes possuem ação comprovada na Reação de Heck:
- bis(difenilfosfino)metano (dppm)
- bis(difenilfosfino)etano (dppe)
- bis(difenilfosfino)propano (dppp)
- bis(difenilfosfino)ferroceno (dppf)
- tetra(trifenilfosfina) (tetraquis)
- bis(difenilfosfino)-binaftil (BINAP)
- fosfino-oxazolinas (PHOX)
- etc...

## Prêmio Nobel
Em 2010, quase trinta anos após sua descoberta, a reação de Heck voltou a ser assunto da mídia, quando a Academia Real de Ciências da Suécia premiou com o Nobel da Química a investigação sobre as "reações de acoplamento cruzado catalisadas de paládio na síntese orgânica". O comitê tinha em vista homenagear a reação de Heck e duas outras reações semelhantes a ela, a reação de Suzuki e o acoplamento de Negishi. Sendo assim, o prêmio foi dividido entre Richard Heck e os dois japoneses Ei-ichi Negishi e Akira Suzuki.

## Regiosseletividade
A reação de Heck pode ser estericamente seletiva, contando com o fato de que tanto a inserção migratória do complexo de paládio na olefina, como também a eliminação de β-hidreto, são processos sincrônicos de seletivismo estérico. Isto se dá principalmente na presença de substratos cíclicos, que não permitem a rotação da ligação carbono-carbono após a inserção migratória.

### Temas relacionados
- Efeito estérico

### Outras reações deciclo catalítico
- Processo Monsanto
- Reação de Sonogashira
- Reação de Suzuki
- Reação de Stille
- Reação de Negishi